# 천칭자리 23 c
천칭자리 23 c는 항성 천칭자리 23 주위를 도는 외계 행성이다. 2009년 12월 기준으로, 천칭자리 23 c는 시선속도법을 이용하여 발견한 외계 행성들 중 가장 공전 주기가 길다. 이 행성의 실제 공전 주기는 4600 ~ 5400일 또는 12.5 ~ 15년이다. 이 행성의 1 공전주기 값 오차가 이처럼 큰 이유는 최초로 관측 대상으로 지목된 이래 지금까지 아직 한 바퀴를 다 돌지 않았기 때문이다. 공전 주기 범위를 이용하여 항성과 c가 떨어진 거리는 최소 5.3 ~ 최대 6.3 천문단위가 됨을 알 수 있다. 이 거리는 태양과 목성 간격보다 약간 더 먼 정도이다.